# Anders Bille
Anders Bille (Vrejlev Sogn, actualment Municipi de Hjørring, 19 de març del 1600 - 10 de novembre fou un rigsmark danès, l'oficial que comandava totes les forces armades de Dinamarca, a partir de 1642.
Del 1635 al 1643 fou governador d'Ösel (Saaremaa).
Fou ferit de mort en la defensa de Fredriksodde durant les Guerres del Nord contra Suècia, i va morir als pocs dies en captivitat.Era membre de la família Bille.

## Condecoracions
- Orde de l'Elefant (1648)